# Bodo Venten
Bodo Venten (* 12. September 1964 in Mönchengladbach, Nordrhein-Westfalen) ist ein deutscher Rundfunkmoderator, Journalist und Sprecher.

## Leben
Bodo Venten wuchs in Mönchengladbach auf. Er spielte als Jugendlicher und junger Erwachsener als Gitarrist und Bassist in örtlichen Bands.
1990 begann er sein Volontariat zum Hörfunkjournalist beim Mönchengladbacher Radiosender Radio 90,1, der im September 1990 auf Sendung ging. Nach der Ausbildung wechselte er nach Neuss, zum dortigen Lokalsender NE-WS 89.4, bevor er  1993 zu radio NRW wechselte. Dort war er freiberuflich zunächst als Nachrichtenredakteur und Präsentator und später auch und vor allem als Moderator der Sendungen Treff nach 9 und Hallo Wach tätig. Die Frühsendung Hallo Wach wurde von Venten unter der Programmdirektorin Elke Schneiderbanger maßgeblich mitgestaltet und von ihm als erster moderiert. Im Laufe der Jahre folgten dann Engagements als Moderator, Sprecher und Redakteur unter anderem beim Nachrichten-Network NSR von RTL Radio, dem Deutschlandfunk, und RTL Television in Köln.
Bis Anfang Januar 2010 war Venten Station-Voice von radio NRW und den nordrhein-westfälischen Lokalradios – heute ist er noch als Station Voice bei den Sendern Radio Westfalica, Radio Herford und Radio Lippe zu hören. Parallel dazu war er 10 Jahre Station-Voice bei RTL Television und Off-Sprecher in Deutschland für die Deutsche Bundesbank, Mercedes-Benz und die Hochtief AG. Zudem ist er als Sprecher in  Kino-Trailern, Fernseh- und Radiospots und Dokumentarfilmen zu hören.
Er war Off-Sprecher von Unsere erste gemeinsame Wohnung und Sprecher zahlreicher TV- und Radiospots des Möbelhauses Roller.

## Filmografie
- 2011: 81 the Other World (Sprechrolle)